# Śluzica brunatna
Śluzica brunatna (Eptatretus stoutii) – gatunek pasożytniczego, morskiego bezżuchwowca z rodziny śluzicowatych (Myxinidae), w rybołówstwie uznawany za szkodnika. 

## Występowanie

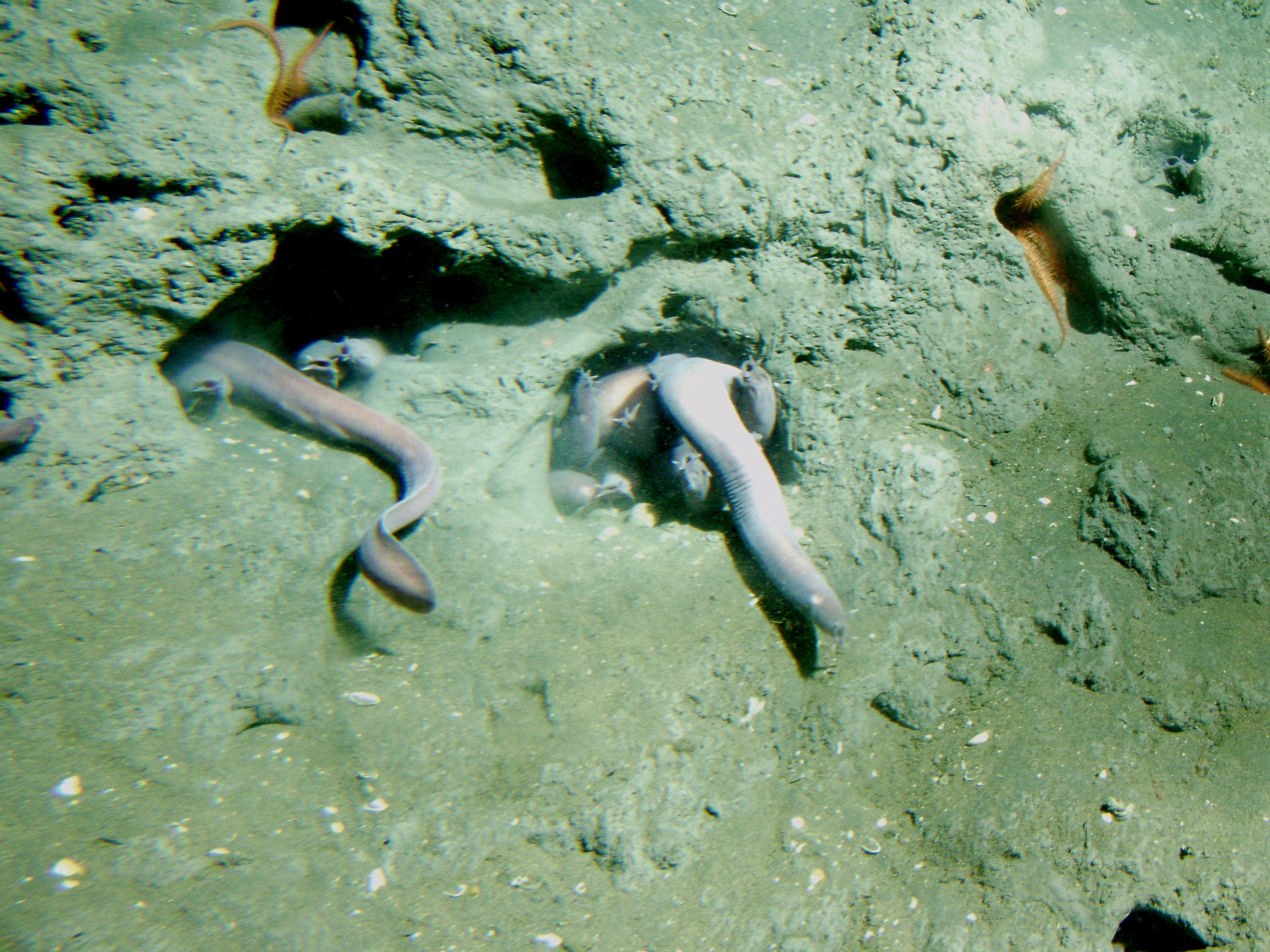
Śluzice brunatne u wybrzeży Kalifornii

Występuje w przybrzeżnych wodach północno-wschodniego Pacyfiku, od południowych wybrzeży Alaski po Dolną Kalifornię i Meksyk, najliczniej wzdłuż wybrzeży Oregonu i Kalifornii. Spotykany na głębokościach 16–966 m.

## Cechy morfologiczne
Ciało silnie wydłużone, o głębokości 4–9% długości całkowitej (TL). W części przedskrzelowej nieco głębsze niż szersze, lekko ścieśnione grzbieto-brzusznie w stronę ogona. Przeciętna długość wynosi 40 cm, maksymalna do około 67 cm TL. Pysk tępo zaokrąglony. Otwór gębowy zaopatrzony w liczne, rogowe ząbki położone wokół lejka przyssawki oraz w 3 pary małych wąsików. Oczy uwstecznione, niewidoczne. Na każdym z boków ciała występuje od 10 do 14 (zwykle 12) bardzo małych otworów skrzelowych. Płetwa grzbietowa dobrze rozwinięta, o wysokości 1–4 mm. Płetwa ogonowa zaokrąglona.
Ubarwienie ciemnobrązowe, jasnobrązowe, szare lub brązowoczerwone, często z niebieskim lub fioletowym przebarwieniem, nigdy czarne. Spotykane są osobniki albinotyczne.

## Biologia i ekologia
Śluzica brunatna pasożytuje na dużych rybach. Przez ich otwór gębowy lub odbyt dostaje się do tkanki mięsnej ofiary. Zjada również martwe ryby.
Prawdopodobnie jest gatunkiem hermafrodytycznym. Rozmnaża się w głębszych wodach. Osobniki żeńskie składają od 10 do około 40 jaj, osłoniętych rogową otoczką. Rozmiary jaj dochodzą do 28,6 x 7,5 mm. Każde jajo jest zaopatrzone w nitki z zadziorkami, którymi przyczepia się do podłoża.
Wśród drapieżników żywiących się tym gatunkiem wymieniane są ptaki morskie, płetwonogie i walenie. Biologów zainteresowała przyczyna braku ryb na liście drapieżników. Stwierdzono, że liczne gruczoły skórne pobudzonej lub zagrożonej śluzicy brunatnej wydzielają znaczne ilości śluzu. Prawdopodobnie jest to mechanizm obronny skierowany przeciwko zwierzętom oddychającym skrzelami. Gęsty śluz w połączeniu z wodą morską tworzy kleistą substancję zdolną do zatkania szczelin skrzelowych drapieżnika i zmniejszenia strumienia przepływającej przez nie wody, co utrudnia lub uniemożliwia rybie oddychanie.

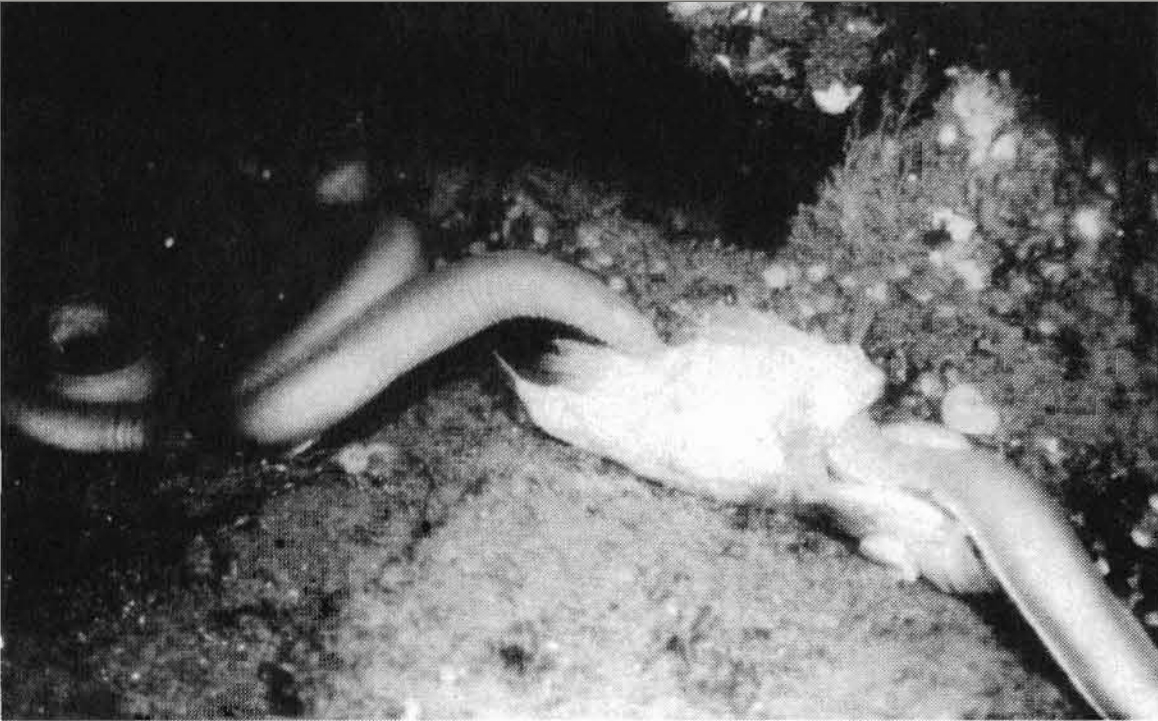
Dwie śluzice brunatne zjadające resztki karmazyna twardokolcego

## Znaczenie gospodarcze
Do lat 80. XX wieku gatunek ten nie miał znaczenia gospodarczego. Jego mięso uważane było za niejadalne. Śluzica brunatna jest uznawana przez rybaków za szkodnika, ponieważ powoduje znaczne straty w połowach ryb, w tym gatunków o dużym znaczeniu gospodarczym. W skrajnych przypadkach straty sięgały do 41% złowionych ryb. 
Od roku 1988 w Stanach Zjednoczonych odnotowano rosnące połowy śluzicy brunatnej, którą – po zamrożeniu – eksportowano do Korei Południowej. W kolejnych latach rozpoczęto komercyjne połowy z użyciem pułapek, dzięki czemu żywe śluzice dostarczane są do Korei. Na rynkach azjatyckich wykorzystywane są w celach konsumpcyjnych, a ich skóry są stosowane do produkcji wyrobów galanterii i odzieży skórzanej, jako imitacja skór węgorzy, tzw. „eel skins”.